# Bretigny-sur-Morrens
Bretigny-sur-Morrens es una comuna suiza del cantón de Vaud, situada en el distrito de Gros-de-Vaud. Limita al noroeste con la comuna de Assens, al noreste con Bottens, al sureste con Lausana, al sur con Cugy, y al oeste con Morrens.
La comuna formó parte hasta el 31 de diciembre de 2007 del distrito de Echallens, círculo de Bottens.